# Барклем, Джилл
Джилл Барклем (настоящее имя Джиллиан Гэйз; 23 мая 1951 — 15 ноября 2017) — британская писательница и иллюстратор детских книг. Самая известная её работа — серия «Брамбли-Хедж», издаваемая с 1980 года.

## Биография
Родилась как Джиллиан Гэйз в Эппинге 23 мая 1951 года. Её родители владели семейным универмагом в городе . Получила образование в средней школе Лоутона.
Когда ей было тринадцать лет, в результате несчастного случая, у ней отслоилась сетчатка глаза, поэтому Джилл не могла принимать участие в занятиях по физкультуре и играх в школе. Вместо этого развила свой талант к рисованию и искусству. По окончании школы училась на художника в школе Святого Мартина в Лондоне.

## Работа художницей
После окончания учёбы стала работать иллюстратором детских библий и серии сборников молитв. Под своей девичьей фамилией она иллюстрировала книги Джанет и Джона Перкинсов о хомяках Хафферти.
Её муж предложил ей превратить её идеи о жизни живой изгороди в книгу. Барклем начала исследовать английские обычаи, флору и другие географические и культурные детали для своих рассказов о Брамбли-Хедж.
Первые четыре книги были опубликованы в 1980 году, каждая из которых представляет одно из четырёх времен года . Эти четыре книги изначально были выпущены отдельными томами в миниатюрном формате. Написала ещё четыре для серии, последний из которых был опубликован в 1994 году.
Книги Барклема стали чрезвычайно популярными, было продано более семи миллионов экземпляров по всему миру и напечатано более чем на тринадцати языках. Персонажи  Брамбли-Хедж продолжали начали появляться на таких товарах, как открытки, фарфор «Royal Doulton». Затем вышел покадровый мультсериал «Зачарованный мир Брамбли-Хедж» (выпускался с 1996 по 2000 год) .

## Семейная жизнь и смерть
Джилл вышла замуж за торговца антиквариатом Дэвида Барклема в 1977 году. У пары родились сын и дочь.
В 1994 году ей сделали успешную операцию по удалению опухоли головного мозга. Однако последующие проблемы со здоровьем в конечном итоге привели к её смерти. Барклем умерла в Лондоне 15 ноября 2017 года в возрасте 66 лет.

## Работы
- Серия «Брамбли-Хедж»
- Весенняя история (1980)
- Летняя история (1980)
- Осенняя история (1980)
- Зимняя история (1980)
- Секретная лестница (1983)
- Высокие холмы (1986)
- Морская история (1990)
- Дети Поппи (1994)